# Czarnobyl Zdrój
Czarnobyl Zdrój – polska grupa punkowa założona w 1988 r. w Jarosławiu.
Działała początkowo jako zespół punkowy, zainspirowany Sex Pistols. Pierwszą długogrającą płytę „Kraina pustostanu myślowego” z 1996 nagrał jako duet. Według Krzysztofa Celińskiego łączyła ona „sporą ambicję i kunszt wykonawczy, połączony ze swobodnym czerpaniem z różnorakich rockowych źródeł”. 
Według Wiesława Królikowskiego grupa po kilku latach działalności "stała się jednym z ciekawszych zjawisk rodzimego rockowego podziemia".
W roku 2025 w związku z reedycją płyt " Kraina pustostanu myśliwego" i " Ucieczka z krainy pustostanu myślowego", zespół podjął decyzję o reaktywacji. Do składu dołączył nowy perkusista Robert " Mecenas" Lichoński.

## Skład
- Jura Zajchowski (gitara, programowanie perkusji)[2]
- Alosza Jędryczka (śpiew, gitara basowa)
- Robert " Mecenas" Lichoński       (perkusja)

## Dyskografia
- W służbie narodu (1988)
- Partyzancka Polska Młodzież MC (1989, Enigmatic Records); wznowiona w 2020 na LP i w formie cyfrowej[1][4].
- Chory mózg... O szczęściu MC (1991 Enigmatic Records, 1992 QQRYQ Productions; wznowiona w 2020 na LP i w formie cyfrowej[5][6])
- Hipokryzja 7"EP (1991, winylowy singiel wydany samodzielnie przez zespół)
- Kraina pustostanu myślowego CD (Qqryq; 1996)[3]
- No i Polska MC (1997 QQRYQ Productions), wydane jako STEFAN NIC, kaseta lidera zespołu Alka Jędryczko
- Ucieczka z krainy pustostanu myślowego (1999)